# MICHAEL (Portal)

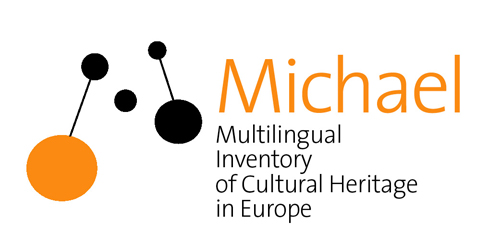
Logo

MICHAEL (Akronym für Multilingual Inventory of Cultural Heritage in Europe (deutsch: Mehrsprachiges Inventar für europäisches Kulturgut)) ist ein Portal, welches einen einfachen und schnellen Zugang zu einer Vielzahl von digitalen Sammlungen in Archiven, Bibliotheken, Museen und anderen kulturgutbewahrenden Einrichtungen in Europa bietet.

## Inhalte
MICHAEL ist eine Art digitaler Bibliothek. Digitale oder digitalisierte Sammlungen von Kulturgut werden hier katalogisiert. Jede digitale Sammlung wird im Detail beschrieben und enthält Angaben über die Entstehungszeit der Objekte, den Raum, auf den sich die Sammlung bezieht sowie den Link zu der digitalen Sammlung selbst. Außerdem werden bedeutende Personen und Ereignisse, die die Sammlung dokumentiert, genannt. Jede Sammlungsbeschreibung wird außerdem mit mehrsprachigen Sachbegriffen verschlagwortet, was eine mehrsprachige thematische Suche erlaubt.
Es gibt bereits drei nationale MICHAEL-Portale in Frankreich, Großbritannien und Italien. Seit 2007 ist auch das gemeinsame europäische MICHAEL-Portal online, das sich zurzeit noch aus den Daten der ersten drei nationalen Portale speist. Durch sein mehrsprachiges Angebot können die Benutzer digitale Sammlungen aus Archiven, Bibliotheken, Museen und anderen Kulturguteinrichtungen aus Frankreich, Großbritannien und Italien finden. Die nationalen Portale der neuen Projektpartner befinden sich noch im Aufbau.

## Verwaltung
Das MICHAEL-Projekt wird seit 2004 durch das eTEN-Programm der Europäischen Kommission gefördert. In der ersten Projektphase nahmen drei Partner teil: Frankreich, Großbritannien und Italien. Seit Juni 2006 haben sich dem Projekt elf weitere europäische Länder angeschlossen: die Tschechische Republik, Finnland, Deutschland, Griechenland, Ungarn, Malta, die Niederlande, Polen, Portugal, Spanien und Schweden.